# 奧爾良公主梅塞德斯
奧爾良的梅塞德斯（英語：Maria de las Mercedes of Orléans；1860年6月24日—1878年6月26日），西班牙王后和國王阿方索十二世第一任王后。她同时是法国公主和西班牙王女。透过她父母，梅塞德斯是法国国王路易-菲利普一世和西班牙国王费尔南多七世的孙女。
在1878年6月她因病在馬德里的皇宮去世。